# 季布里夫卡 (巴拉尼夫卡區)
50°25′30″N 27°52′49″E / 50.42500°N 27.88028°E
季布里夫卡（烏克蘭語：Дібрівка），是烏克蘭北部的村莊，隸屬日托米爾州的茲維亞赫爾區。該村始建於1862年，面積10.84平方公里，海拔高度226米，2001年人口231，人口密度每平方公里21.31人。